# Garçon à la veste bleue
Garçon à la veste bleue est un tableau réalisé par le peintre italien Amedeo Modigliani en 1919 dans le Midi de la France. Cette huile sur toile est le portrait à mi-corps d'un garçon habillé d'une veste bleue alors qu'il est assis sur une chaise en s'accoudant sur une table. Achetée en février 1946 avec des fonds pourvus par madame Julian Bobbs, l'œuvre est conservée au musée d'Art d'Indianapolis, à Indianapolis, dans l'Indiana, aux États-Unis.